# Julio César Chávez
Pour les articles homonymes, voir Chávez.
Julio César Chávez aussi connu sous le nom de Julio César Chávez Sr. est un boxeur mexicain né le 12 juillet 1962 à Ciudad Obregón.
Champion du monde dans trois catégories de poids différentes (super plumes, légers et super légers), il détient le record du plus grand nombre de combats pour un titre mondial (37), du nombre de victoires pour un titre mondial (31), et du plus grand nombre de défenses pour un titre mondial (27). Il est le boxeur qui a remporté le plus grand nombre de matchs d'affilée avec 89 victoires consécutives. Sa première défaite contre Frankie Randall stoppe une série de 90 matchs sans défaites (89 victoires et 1 nul). 
Il intègre le International Boxing Hall of Fame en 2011. « J-C » comme il était appelé est régulièrement désigné comme le plus grand boxeur de l'histoire du Mexique, ainsi que l'un des plus grands boxeurs de l'histoire.

## Biographie

### Débuts professionnels
Comme beaucoup de ses compatriotes, la carrière amateur de Chávez fut courte. Il passe professionnel après seulement 15 combats amateurs. Il dispute son premier combat le 5 février 1980, dans la catégorie des poids super-plumes. Il enchaîne alors les victoires, dont beaucoup par KO, combattant quasi exclusivement à Mexico[Selon qui ?]. En 4 ans, il remporte 43 combats dont 37 avant la limite.

### Champions du monde poids super-plumes
Chávez obtient sa première chance mondiale face à Mario Martinez, pour la ceinture vacante WBC. Les deux hommes se rencontrent le 13 septembre 1984 à Los Angeles. Particulièrement malmené en fin de 8e reprise, Martinez est arrêté par l'arbitre au moment où le round s'achève. À 22 ans, Chávez s'empare de son premier titre mondial. Il enchaine alors les défenses de titre. Une successions de crochets et uppercut étend Ruben Castillo au 6e round de leur rencontre.
Il fait ensuite face à Roger Mayweather le 7 juillet 1985. Ce dernier est sévèrement battu, à 2 reprises il va au tapis dans la seconde reprise, l'arbitre arrête le combat. Chávez domine aux points le champion NABF Dwight Pratchett, par KO technique en 5 rounds le champion d'argentine Faustino Martire Barrios, puis Refugio Rojas par KO technique en 7 reprises.
Le 3 août 1986, il rencontre le champion du monde WBA Rocky Lockridge au stade Louis II de Monaco. Lockridge oppose à Chávez une forte résistance, au point qu'un juge note le combat match nul. Les deux autres juges donnent plusieurs points d'avance à Chávez qui remporte le combat. Sa défense suivante contre l'ancien champion du monde poids plumes Juan La Porte au Madison Square Garden est difficile pour Chávez qui est mis en difficulté dans les rounds 3 et 8. Il gagne malgré tout le match par décision unanime. Ses deux défenses suivantes sont plus aisées pour Chávez qui bat le brésilien Francisco Tomas Da Cruz par KO technique en 3 rounds, et domine largement aux points Danilo Cabrera. Continuer en catégorie super-plumes commence à représenter une difficulté pour Chávez qui a du mal à rester sous le poids règlementaire des 130 livres. Il décide alors de changer de catégorie.

### Champion du monde poids légers
Ainsi, le 21 novembre 1987, il s'oppose à Edwin Rosario pour le titre de champion du monde WBA des légers. Dangereux puncher, Rosario est pourtant dominé par Chávez. En retard sur les cartes des juges, l’œil gauche fermé, Rosario prend de plus en plus de coups, l'arbitre arrête le combat après onze rounds. Après une défense victorieuse contre Rodolfo Aguilar, Chavez tente d'unifier les ceintures WBA et WBC contre José Luis Ramírez, une autre star mexicaine, le 29 octobre 1988. Les deux hommes sont des amis d'enfance, mais leur combat est âprement disputé. Le combat est arrêté à la fin du 11e round en raison d'une coupure de Ramirez à la suite d'un coup de tête accidentel de Chávez, ce dernier était toutefois en tête sur les cartes des juges.

### Champion du monde poids super-légers
Chávez laisse les ceintures vacantes et passe en super-légers, combattant d'emblée pour le titre WBC. Il retrouve pour l'occasion Roger Mayweather, le 13 mai 1989, cette fois-ci Chavez remporte le combat mais seulement à la suite de l'abandon de Mayweather à l'issue du dixième round en raison de crampes à l'estomac alors que Chavez menait aux points à l'unanimité des 3 juges. Il devient ainsi champion du monde dans une troisième catégorie. Il bat ensuite Sammy Fuentes le 18 novembre 1989 qui abandonne à l'appel de la 10e reprise, puis le champion sud-américain invaincu en 44 combats, Alberto Cortes. Il conclut ainsi une décennie riche de 68 succès dont 58 avant la limite et aucune défaite.
Il accède pourtant à une véritable reconnaissance le 17 mars 1990. Il affronte Meldrick Taylor à Las Vegas pour la réunification des ceintures WBC et IBF. Le match est particulièrement attendu aux États-Unis, Chávez est champion dans 3 catégories différentes, Taylor est un jeune champion américain, les deux sont invaincus. La vitesse de Taylor et la puissance de Chávez donnent un combat très animé. À l'entame du dernier round, Chávez a un grand retard sur les cartes de deux juges. Dans cette dernière reprise pourtant, Chávez envoie Taylor à terre d'un uppercut suivi d'une droite. Celui-ci se relève et ne répond pas au moment où l'arbitre Richard Steele lui demande s'il peut continuer, l'arbitre arrête Taylor à deux secondes de la fin du combat. La polémique naît alors : Certains fans pensent que l'arbitre n'aurait pas du arrêter le combat vu le peu de temps restant à Chávez pour toucher une nouvelle fois Taylor, d'autres disent que le temps restant dans un combat n'entre pas en ligne de compte.
Chávez va cependant répondre aux critiques sur le ring : Il enchaine les combats où il n'est nullement mis en danger, il est nommé boxeur de l'année 1990. Après 5 défenses de titres (bien que destitué de sa couronne IBF en mars 1991) il rencontre le quadruple champion du monde Hector Camacho. Ce dernier malgré son talent et son palmarès ne parvient pas à s'imposer, et Chávez gagne par décision unanime des juges avec une large avance. Son adversaire suivant, Greg Haugen, agresse verbalement Chávez, qui une nouvelle fois répond sur le ring : Haugen ne peut rien faire et perd finalement par KO technique après 5 rounds. Le 8 mai 1993, Chávez défend victorieusement son titre une 8e fois.

### Chávez contre Whitaker
Le 10 septembre 1993, Chávez se présente sur le ring en tentant le défi de remporter le titre mondial dans une 4e catégorie de poids. Son adversaire est Pernell Whitaker. Après quelques reprises serrées, la vitesse de Whitaker fit la différence, Chávez n'ayant pas l'habitude de cette catégorie, il présenta des signes de fatigue, et à l'issue des 12 reprises, Whitaker était le vainqueur pour beaucoup d'observateurs. Pourtant, les juges rendirent un verdict de match nul. Beaucoup estimèrent Whitaker volé. Chávez décida alors de revenir en catégorie inférieure.

### Reconquête en super-légers
Chávez reprend la ceinture de champion du monde WBC des poids super-légers le 18 décembre 1993 en battant aisément Andy Holligan en 5 reprises. Son adversaire suivant est Frankie Randall, qui s'est bien préparé au contraire de Chávez. Ce dernier semble malgré tout capable de l'emporter, mais deux points perdus pour coups bas l'empêchent de se détacher au score. À la 11e reprise, un enchainement gauche droite fait même chuter Chávez pour la première fois de sa carrière. Après 90 combats, Chávez connait donc sa première défaite, par décision partagée.
Le combat revanche a lieu le 7 mai 1994. Après 7 reprises, un choc de tête ouvre le visage de Chávez. Le combat est arrêté, ce dernier étant légèrement en tête sur les cartes des juges, il remporte une 3e fois le titre dans cette catégorie. Pour son combat suivant, il accorde sa revanche à Meldrick Taylor. Un crochet du gauche en contre envoie Taylor à terre à la 8e reprise. Relevé, ce dernier est durement touché par une salve de coups de Chávez qui remporte le combat sans discussion. Après une victoire contre Tony Lopez, il fait face à l'ancien champion des poids légers, l'italien Giovanni Parisi, le 8 avril 1995, et remporte leur confrontation par décision unanime des juges, avec une large avance. 3 victoires plus tard, il s'apprête à rencontrer Oscar de la Hoya.

### Chávez contre de la Hoya
Le combat est prévu le 7 juin 1996. Oscar de la Hoya est invaincu en 21 combats et a déjà remporté le titre dans deux catégories de poids, il tente désormais de le faire dans une 3e. De 10 ans le cadet de Chávez, il est donné favori à 2 contre 1. Dès la fin du 1er round, une coupure apparait sur le visage du champion à cause d'un coup de têtes. Au 4e round, celle-ci est devenue trop importante, l'arbitre arrête le combat, Chávez connait sa deuxième défaite.
Le 18 septembre 1998, Chávez retrouve De la Hoya, cette fois pour le titre de champion du monde WBC des welters. Bien que sérieusement entrainé, Chávez, à désormais 36 ans, apparait bien trop lent pour inquiéter son adversaire. Il renonce à reprendre le combat à l'annonce de la 8e reprise.

### Fin de carrière
Chávez continue à combattre mais il semble clair que son meilleur niveau est derrière lui. Malgré quelques victoires, il est battu aux points par Willy Wise le 2 octobre 1999, défaite désignée comme surprise de l'année par Ring Magazine. Il obtient malgré tout un match pour le titre le 29 juillet 2000, il affronte Kostya Tszyu pour le titre WBC de super-légers mais il est battu par KO technique pour la première fois de sa carrière, après 6 rounds. Après un nouveau combat en novembre 2001, il annonce sa retraite.
Le 24 novembre 2003, il sort de sa retraite pour venger une précédente défaite contre Willy Wise, le mettant KO en deux rounds. En avril 2004, Chávez remonte sur le ring, pour ce qu'il annonça de nouveau comme sa dernière prestation. Dans ce combat, surnommé « Au revoir le Mexique et merci », il bat aux points son ancien adversaire, Frankie Randall, qui avait été le premier boxeur à le battre et à l'envoyer au tapis. Il remonte encore sur le ring en mai 2005, pour une victoire aux points. Il se retire pour de bon à la suite d'une défaite le 17 septembre 2005 contre Grover Wiley.

### Bilan et héritage
Chavez a eu une carrière très bien gérée, avec une sélection rigoureuse de ses rivaux et détient plusieurs records qui sont parmi les meilleurs dans la boxe du XXe siècle comme :
- Plus grand nombre de défenses victorieuses de plusieurs titres mondiaux (27)
- Plus grand nombre de championnats du monde disputés (37)
- Son fils Julio Cesar Chavez Jr est devenu champion du monde WBC des poids moyens le 5 juin 2011.

## Palmarès et statistiques
- Carrière professionnelle : du 5 février 1980 au 17 septembre 2005.
- Entraîneur : Romulo Quirarte
- 115 combats : 107 victoires dont 86 avant la limite. 5 défaites dont 3 avant la limite. 2 nuls.
- 37 combats en championnat du monde : 31 victoires dont 21 avant la limite. 4 défaites dont 3 avant la limite. 2 nuls.

## Distinctions
- Élu boxeur de l'année en 1990 par Ring Magazine.
- Chavez - Taylor I élu combat de l'année en 1990 par Ring Magazine.
- Julio César Chávez est membre de l'International Boxing Hall of Fame depuis 2011.